# Franco Bonvicini
Franco Bonvicini, Pseudonym Bonvi (* 31. März 1941 in Parma; † 10. Dezember 1995 in Bologna) war ein italienischer Comiczeichner, der unter anderem Die Sturmtruppen, Nick Carter und Milo Marat gezeichnet hat.

## Leben
Franco Bonvicini wurde am 31. März 1941 in Parma geboren. Ab 1968 veröffentlichte er seine erste Comic-Reihe, Die Sturmtruppen, in der römischen Abendzeitung Paese Sera. In dem satirischen Werk geht es um eine Gruppe Wehrmachtsoldaten in Italien während des Zweiten Weltkriegs. Der Comic hatte großen Erfolg und wurde in mehrere Sprachen übersetzt.
Gemeinsam mit Guido de Maria produzierte er die Fernsehserie Gulp, Fumetti in TV. 1968 erfand Bonvicini die Figur Cattivik, die in einer Comicreihe auftrat und später einem italienischen Magazin seinen Namen gab. Mit Guido Silvestri erschuf Bonvicini den Comicstrip Nick Carter, der auch in mehreren Trickfilmen umgesetzt wurde. Zudem arbeitete er an der Fernsehsendung Supergulp mit.
Zusammen mit seinem Freund Francesco Guccini schuf Bonvicini 1972 den Science-Fiction-Comic Storie dello spazio profondo. Danach folgten Cronache del dopobomba und Milo Marat. 1978 wurde sein Werk L'uomo di Tsushima veröffentlicht. 1979 folgte Marzolino Tarantola.
In den 1980er Jahren wurde Bonvicini über eine Liste der PCI Mitglied des Stadtrats von Bologna. Mit Red Ronnie gründete er einen Verlag, in dem Magazine mit Comics von Bonvicini und anderen Zeichnern sowie Artikel über Comics veröffentlicht wurden. Sein letztes Werk ist Zona X, das er gemeinsam mit Giorgio Cavazzano schuf. Franco Bonvicini starb am 10. Dezember 1995 infolge eines Autounfalls in Bologna, Zona X wurde erst nach seinem Tod veröffentlicht.

## Werke (Auswahl)
- Die Sturmtruppen (1968)
- Cattivic (1968)
- Nick Carter (1970)
- Storie dello spazio profondo (1972)
- Nach der Bombe (Cronache del dopobomba) (1974)
- Milo Marat
- L'uomo di Tsushima (1978)
- Marzolino Tarantola (1979)
- Zona X